# بخش چغامیش
چغامیش نام یکی از بخش‌های چهارگانه شهرستان دزفول به مرکزیت شهرچغامیش است.

## مردم
قومیت مردم این بخش به‌طور عمده لر بختیاری است و در برخی از روستاها جنوبی مردم به عربی صحبت می‌کنند.

## وجه تسمیه
وجه تسمیه: نام این بخش برگرفته از نام تپه‌ای باستانی است که در آن قرار دارد.

## تقسیمات کشوری
- بخش چغامیش

## روستاهای بخش چغامیش
- شهرک فضیلی
- روستای کهنک
- روستای شهیدکریمی
- روستای قلعه سردار
- کهنک
- قلعه خلیل
- بلادیه
- مبارزآباد
- حمزه کارون
- چغاپهن
- چغاچشمه
- سیدعنایت
- شنگر
- خیبر
- سیدنور
- دهنو
- خوزیه
- بهشتی[نیازمند ابهام‌زدایی]
- حاجات
- نهضت
- بدلیان
- عبدعون
- شهرچغامیش
- شهرجندیشاپور
- و...

## جمعیت
بنابر سرشماری مرکز آمار ایران، جمعیت بخش چغامیش شهرستان دزفول در سال ۱۳۹۵ برابر با ۳۲۰ُ۰۰ نفر بوده‌است.